# 康姓
康姓是中文姓氏之一，在《百家姓》排第88位，中国大陆第92大姓（2006年统计）。

## 源流
- 出自姬姓，衛康叔本來封於康邑，周公東征後，遷徙至衛國，子孫後以康為姓
- 出自子姓，宋康王子孫以康為姓
- 出自羋姓，楚康王子孫以康為姓
- 出自匡姓，宋太祖名匡胤，爲避諱，改匡姓爲主姓。政和間，又以主非人臣姓氏，故又改主姓爲康姓[1]
- 出自滿族、蒙古族、回族、苗族、瑶族等少数民族漢化改氏
- 来自中亚的昭武九姓之一
- 臺灣康姓以台南市新化區為大宗，有大批居民姓康

## 延伸阅读
[在维基数据编辑]
 《百家姓》
 《欽定古今圖書集成·明倫彙編·氏族典·康姓部》，出自陈梦雷《古今圖書集成》